# シリル・パヤン
シリル・パヤン (Cyril Payen) は、フランスのジャーナリスト。フランス国際ニュースチャンネル、France 24のタイ駐在員。
2013年5月、チベットへの取材を決行しタイに戻ったところ、中国大使館から「フランスにて放送されたリポートについて説明しなさい」と大使館への出頭を要請されるも、その要請を拒否。その後、大使館側から、チベットの内情を暴露した件について責任追及をする旨、脅迫を受けたエピソードを持つ。国境なき記者団は、これを受け入れがたい嫌がらせとみなし、抗議の意思を示している。

## 著書
- 『ラオス、忘れられた戦争』（原文：Laos, la guerre oubliée）